# Noliqhwa Ayanda Ntentesa
Noliqhwa Ayanda Ntentesa, anche nota come Inkhosikati LaNtentesa (1981), è l'undicesima Inkhosikati (regina consorte) di eSwatini dal 2005, come moglie di Mswati III.

## Biografia
Noliqhwa Ayanda Ntentesa è nata nel 1981. Il suo fidanzamento con il re avvenne nel 2002 e si sposarono nel 2005.
Nel 2017 si diplomò in gestione delle risorse umane all'Institute of Development Management (IDM).

## Patrocini
- Cheshire Homes Eswatini, centro di riabilitazione affiliato alla fondazione Leonard Cheshire Disability.[1][3]

## Discendenza
Noliqhwa Ayanda Ntentesa e Mswati III di eSwatini hanno una figlia:
- Principessa Sabusiswa (25 maggio 2012).

## Titoli e trattamento
- 1981 - 2005: Delisa Magwaza
- 2005 - attuale: Sua Altezza Reale, l'Inkhosikati LaMagwaza